# 김포국제공항
김포국제공항(金浦國際空港, 영어: , IATA: GMP, ICAO: RKSS)은 서울특별시 강서구에 있는 국제공항으로 한국공항공사가 관할하는 민간 공항 중 최대 규모를 자랑한다.

## 역사
김포국제공항은 1958년 1월에 처음으로 개항한 뒤 1986년 아시안 게임, 1988년 하계 올림픽을 앞두고 1983년 10월부터 4년여간의 공사 끝에 제2활주로와 국제선 2터미널을 새로 지은 후 기존 활주로를 3,200m에서 3,600m로 연장하는 등 부지를 대폭 확장하였다.
그러나 이 공항은 기본적으로 서울에 있는 내륙 공항인지라 공항 주변의 주거지역 때문에 공항 확장이 사실상 불가능하며 24시간 운영에 한계가 있었는데 이에 비약적으로 증가하는 국제선 수요에 대응하기 위하여 인천광역시 영종도와 용유도 사이의 간석지를 간척하여 2001년 3월 29일 인천국제공항이 개항했다.
인천국제공항 개항 직후 김포국제공항은 국제선을 전부 인천국제공항에 넘긴 뒤 국내선 운항만을 담당했으나 운항 가능 용량에 비하여 취항 횟수가 지나치게 적은 문제가 지적되었다.
이에 김포국제공항의 운영 기관인 한국공항공사는 건설교통부와 협의하여 2003년 11월 30일 도쿄 하네다 국제공항과의 셔틀형 국제선을 취항시키면서 국제선 기능을 부활했으며 2007년에는 중국 상하이 훙차오 국제공항, 2008년에는 일본 오사카 간사이 국제공항, 2011년에 중국 베이징 수도 국제공항 등에 취항했으며 이후 베이징 다싱 국제공항이 개항하면서 김포 - 다싱 노선도 운항하고 있다.
또한 현재 대한항공, 아시아나항공, 에어부산, 제주항공, 진에어, 에어서울, 티웨이항공 등이 김포발 국내선 운항을 담당하고 있으며 대한항공, 상하이항공, 아시아나항공, 일본항공, 전일본공수, 중국국제항공, 이스타항공, 제주항공, 중국남방항공, 중국동방항공, 티웨이항공 등이 김포발 국제선 운항을 담당하고 있다.

## 연혁

### 1930년대
- 1939년: 일본군 김포비행장으로 시작.

### 1940년대
- 1949년: 한,미 간 김포비행장 운영협정

### 1950년대
- 1957년 5월: 긴급보수공사 완료. 국제공항으로 사용.
- 1958년 1월 30일: 확장공사. 여의도공항 노선 통합.
- 1958년 4월: 김포국제공항을 정식 국제공항으로 지정.
- 1958년 12월: 대한국민항공사(KNA)의 국제선 김포국제공항 취항.
- 1959년: 국제선 터미널 개보수공사 준공.

### 1960년대
- 1960년: 종합터미널(현 국내선 터미널 부지) 준공.
- 1960년: 미군 관할권 인수.

### 1970년대
- 1971년: 국내선 터미널 준공.
- 1973년: 국제선 종합터미널(현 국내선 터미널자리) 확장 공사 준공.
- 1974년: 활주로, 유도로, 계류장, 여객터미널, 주차장 등 공항시설 확장.

### 1980년대
- 1980년: 국제공항관리공단 설립(현 한국공항공사).
- 1986년 9월 14일: 김포공항 폭탄 테러 사건 발생.
- 1987년: 신 활주로 개통.
- 1988년
  - 신 관제탑 운영.
  - 대한항공 국제선 화물터미널 준공.
  - 아시아나항공 취항.
- 1989년: 김포국제공항, 해외여행 포화상태 자유화 전면 개방.

### 1990년대
- 1990년 6월 27일: 서울 지하철 5호선 기공식.
- 1992년: 국내선 터미널 증축.
- 1995년: 국제선 화물터미널 준공.
- 1996년 3월 20일: 서울 지하철 5호선 김포공항역 개통.
- 1998년
  - 국제선 1터미널 증축 개관.
  - 국제선 2터미널 증축 개관.
- 1999년: 항행시설 ISO 9002 인증 획득.

### 2000년대
- 2000년
  - 항공기 소음 자동측정망 설치.
  - ISO 품질·환경·안전 3개분야 인증 동시 획득.
  - ISO 14001(환경경영체제) 인증 획득.
- 2001년
  - 3월 29일: 국제선이 인천국제공항으로 이관, 국내선 전용으로 변경.
  - 11월 신 국내선 터미널(옛 국제선 1터미널) 개관.[5]
- 2002년: 항공화물터미널(옛 국제선 화물 터미널) 개관.
- 2003년
  - 11월 28일: 관세청 김포출장소 개청.[6]
  - 11월 30일: 김포 ~ 도쿄(하네다) 노선 취항, 국제선 기능 부활.[7]
- 2007년
  - 인천국제공항철도 김포공항역 개통.[8]
  - 10월 28일: 김포 ~ 상하이(훙차오) 노선 취항.
- 2008년 12월 1일: 김포 ~ 오사카(간사이) 노선 취항.
- 2009년 7월 24일: 서울 지하철 9호선 김포공항역 개통.

### 2010년대
- 2010년 3월 28일: 김포 ~ 나고야(주부) 노선 취항.
- 2011년 7월 1일: 김포 ~ 베이징(수도) 노선 취항.
- 2012년 4월 30일: 김포 ~ 타이베이(쑹산) 노선 취항.
- 2018년 10월 17일: 국내선 터미널 리모델링 완료
- 2019년 9월 28일: 김포 도시철도 김포공항역 개통.
- 2023년 7월 1일: 서해선 김포공항역 개통

## 시설규모
- 여객터미널은 연간 3,473만명(국내선 3,043만명, 국제선 430만명)의 여객을 처리할 수 있다. 국내선 터미널과 국제선 터미널은 분리되어 있으며, 국내선 터미널에 9개,[9] 국제선 터미널에 6개[10]의 탑승교가 설치되어 있다.
- 길이 3,600m×너비 45m의 활주로 1본과 길이 3,200m×너비 60m 활주로 1본이 서로 평행하게 설치되어 있으며, 활주로의 연간 항공기 처리능력은 22만6천회(시간당 41회)이다.
- 활주로 운영등급은 공항 북쪽에서 서쪽 활주로(14R)로 착륙할 때에는 CAT-IIIa등급으로 착륙가능 활주로 가시범위가 175m 이상이고, 나머지(14L/32R/32L)는 CAT-I 등급으로 착륙가능 활주로 가시범위가 550m 이상이다.
- 119만 9,267m2 면적의 계류장에는 에어버스 A300-600R급 항공기 73대가 동시에 주기할 수 있다.

## 터미널 운용

### 인천국제공항개항 이전
- 국제선 1터미널(현 국내선 터미널) : 1977년 10월에 착공하여 1980년 8월 11일 준공되었다. 여객터미널은 지하 1층, 지상 4층으로 연간 여객처리인원이 150만명에서 480만명으로 늘어났고, 화물처리능력도 연간 28만톤으로 늘었다. 계류장에는 항공기 40대 주기가 가능해졌다. 이후 이용객이 계속 늘어 거듭 증축하여 1999년 최종 확장시 면적은 79,411m2이었다. 1터미널은 외국항공사가 공동으로 사용하였는데, 2터미널의 여객집중 완화를 위하여 1999년 아시아나항공이 1터미널로 옮겼다. 2025년 옛 국내선 터미널 자리에 국내선 2터미널이 생기면 현 국내선 터미널을 국내선 1터미널로 명명할 예정이다.
- 국제선 2터미널(현 국제선 터미널) : 서울올림픽을 대비하여 1988년 4월 20일 준공되었다. 면적 80,200m2의 2터미널이 신축되면서 국제선 여객처리 능력이 480만명에서 900만명으로 크게 늘어났다. 2터미널와 함께 활주로 1본(3,200m)이 추가 건설되어 연간항공기 처리능력도 1.5배 향상되었다. 2터미널은 국적항공사(대한항공, 아시아나항공)가 사용하였는데, 1999년 7월 국제선 터미널 재배치 계획에 따라 2터미널에는 대한항공과 대한항공이 수속을 대행하는 항공사만 남았다.
- 국내선 터미널 : 1971년 준공되었다. 국제선과 통합운영하다가 1980년 8월 11일 국제선터미널이 준공된 후에는 국내선 전용으로 운용하였다. 본래 지하 1층, 지상 2층이었는데, 1991년~1992년과 1996년~1998년의 2차례 증축을 통해 3층을 올리고, 44,600m2로 확장·운영하였다.[11]2025년 이곳에 국내선 2터미널이 생긴다.

### 인천국제공항개항 이후
기존 국제선 1터미널은 2001년 11월 1일부터 국내선 터미널로 운영되고 있고, 국제선 2터미널은 국제선 터미널로 유지되면서 여유 공간에 상업시설이 입점하였다. 인천 공항 개항 준비 시기였던 2001년 여름에는 김포국제공항의 스텝카들이 한번에 몰려나와 일반 도로를 달려서 인천 공항으로 이동하였고 김포국제공항에서 국제선 운항은 완전히 중단된다. 기존 국내선 터미널은 2003년 1월 23일부터 2014년 9월 30일까지 이마트 공항점으로 사용되었다.

## 리모델링 (2013년~2018년)
현 국내선 터미널은 완공된 지 40년이 넘어서 상당히 노후화되었다. 이를 개선하기 위해 2018년까지 총 2,500억원의 사업비를 투입해 ▲탑승교 및 검색대 증설 ▲무빙워크 신설 ▲출발대합실 공간 확장 ▲건물통합에너지관리시스템 도입 등 김포공항을 재단장할 계획이다. 이 계획에 따르면, 여객터미널 체크인 카운터는 재배치해 수하물 처리시간을 15분에서 5분 내로 줄이고, 보안검색대는 기존 10개에서 14개로 증설되며, 단체여행객 대기공간 확보를 위해 출발대합실은 2220m2로 확장된다. 또, 출발여객과 도착여객의 편안한 보행을 위해 동선을 분리하고, 9대인 탑승교를 12대로 늘려 항공기 접현률을 100%로 끌어올릴 예정이다.
한편, 김포국제공항 국제선 이용객은 2012년 연간 400만명 대에 진입해 국제선 여객터미널의 여객처리 능력(430만명)에 근접하였다. 이에 따라 공항공사는 임대계약이 만료되는 상업시설을 철수시키고 그 자리에 터미널 시설을 확충하여 국제선 여객처리 능력을 키울 계획이다.
2018년 10월 17일 리모델링을 마치고 정식 개장하였다.

#### 국내선 2터미널 (2019년~2025년)
현 국내선 터미널은 포화 상태가 되어 이를 확장하기 위해 2025년까지 총 4,932억원의 사업비를 투입해 ▲교통센터(1만6000㎡) ▲주차장 확장 ▲ 국내선 2터미널 ▲공항주변 진입,출 도로 개선 ▲고속탈출 유도로 확보 ▲ 화물터미널,배후지원단지 조성 등 할 계획이다.

## 운항 노선

### 국제선
- 인천국제공항이 개항하기 전 김포국제공항은 동아시아와 북아메리카, 유럽, 오세아니아 등 28개국 71개 도시를 운항했으나 2001년 3월 29일에 인천국제공항이 개항하면서 국제선 노선을 모두 이관한 뒤 현재는 주로 동아시아 노선을 운영하고 있다.

| 항공사             | 목적지                                                     |
| ------------------ | ---------------------------------------------------------- |
| 대한항공           | 도쿄(하네다), 베이징(수도), 상하이(훙차오), 오사카(간사이) |
| 아시아나항공       | 도쿄(하네다), 베이징(수도), 상하이(훙차오), 오사카(간사이) |
| 이스타항공         | 타이베이(쑹산)                                             |
| 제주항공           | 가오슝, 오사카(간사이)                                     |
| 티웨이항공         | 타이베이(쑹산)                                             |
| 상하이 항공        | 상하이(훙차오)                                             |
| 중국국제항공       | 베이징(수도)                                               |
| 중국남방항공       | 베이징(다싱)                                               |
| 중국동방항공       | 상하이(훙차오)                                             |
| 일본항공           | 도쿄(하네다)                                               |
| 전일본공수         | 도쿄(하네다)                                               |
| 피치 항공          | 나고야(주부), 오사카(간사이)                               |
| 중화항공           | 타이베이(쑹산), 가오슝                                     |
| 에바 항공          | 타이베이(쑹산)                                             |
| 타이거 항공 타이완 | 가오슝                                                     |

### 국내선
| 항공사       | 목적지                                 |
| ------------ | -------------------------------------- |
| 대한항공     | 부산, 울산, 제주                       |
| 아시아나항공 | 광주, 여수, 제주                       |
| 에어부산     | 부산, 울산, 제주                       |
| 에어서울     | 제주                                   |
| 이스타항공   | 제주                                   |
| 제주항공     | 부산, 제주                             |
| 진에어       | 부산, 사천, 여수, 울산, 제주, 포항경주 |
| 티웨이항공   | 부산, 제주                             |

* 항공편이 지연되어 밤 11시 이후에 착륙하게 될 것이라고 관제탑에서 판단하는 경우, 항공기는 관제탑 지시에 따라 인천국제공항으로 우회하여 착륙한다.

## 관련 통계

### 이용객 추이

#### 전체
| 연도       | 1997년     | 1998년     | 1999년     | 2000년     | 2001년     | 2002년     | 2003년     | 2004년     | 2005년     | 2006년     |
| ---------- | ---------- | ---------- | ---------- | ---------- | ---------- | ---------- | ---------- | ---------- | ---------- | ---------- |
| 운항(편수) | 228,629    | 210,011    | 212,423    | 233,243    | 154,164    | 128,428    | 126,343    | 105,923    | 94,787     | 94,943     |
| 여객 (명)  | 36,489,214 | 29,296,342 | 33,284,079 | 36,637,067 | 22,041,099 | 17,092,095 | 16,880,641 | 14,841,953 | 13,448,152 | 13,766,523 |
|            | 2007년     | 2008년     | 2009년     | 2010년     | 2011년     | 2012년     | 2013년     | 2014년     | 2015년     | 2016년     |
| 운항(편수) | 100,124    | 108,015    | 115,895    | 118,514    | 126,115    | 130,269    | 134,623    | 138,706    | 142,863    | 146,266    |
| 여객 (명)  | 13,811,004 | 14,264,693 | 15,369,944 | 17,565,901 | 18,513,927 | 19,429,224 | 19,904,327 | 21,566,946 | 23,163,778 | 25,043,088 |
|            | 2017년     | 2018년     | 2019년     | 2020년     | 2021년     | 2022년     | 2023년     | 2024년     |            |            |
| 운항(편수) | 145,507    | 141,080    | 140,422    | 113,580    | 138,855    | 143,713    | 134,560    | 128,948    |            |            |
| 여객 (명)  | 25,101,147 | 24,602,588 | 25,448,416 | 17,446,239 | 22,525,417 | 24,524,065 | 23,424,158 | 22,990,599 |            |            |

- 2000년에 이용객이 3,663만명을 넘었다가, 2001년 3월 29일 인천국제공항이 개항하면서 국제선을 일괄 이관하여 2002년에 이용객이 1,700만 명대로 줄었다.
- 2003년 11월 30일부터 다시 도쿄 하네다 국제공항 등 국제선을 일부 취항하였으나, 경부고속철도 개통 등의 영향으로 인해 이용객이 계속 줄어 2005년부터 2007년까지는 1,300만 명대로 떨어졌다.
- 2006년 6월부터 저비용 항공사가 취항하면서 2010년에 이용객이 1,756만명으로 2002년 수준을 회복하였고, 2011년 이용객 수는 1,851만명으로 전 세계 공항 중 이용객 수 기준 81위를 기록하였으며,[21] 2014년 이용객 수가 2001년 이후 13년만에 2천만 명대에 재진입하였다.

#### 국내선
| 연도       | 1997년     | 1998년     | 1999년     | 2000년     | 2001년     | 2002년     | 2003년     | 2004년     | 2005년     | 2006년     |
| ---------- | ---------- | ---------- | ---------- | ---------- | ---------- | ---------- | ---------- | ---------- | ---------- | ---------- |
| 운항(편수) | 134,798    | 128,310    | 126,716    | 135,210    | 130,434    | 128,290    | 125,964    | 102,938    | 90,621     | 89,050     |
| 여객 (명)  | 21,270,859 | 16,289,494 | 17,810,085 | 18,738,579 | 17,743,235 | 17,082,195 | 16,830,966 | 14,227,212 | 12,503,204 | 12,346,887 |
|            | 2007년     | 2008년     | 2009년     | 2010년     | 2011년     | 2012년     | 2013년     | 2014년     | 2015년     | 2016년     |
| 운항(편수) | 93,689     | 99,100     | 104,049    | 103,379    | 107,316    | 108,815    | 113,323    | 117,551    | 122,484    | 125,754    |
| 여객 (명)  | 12,140,242 | 12,295,246 | 12,874,092 | 14,405,026 | 14,835,075 | 15,334,647 | 15,943,136 | 17,483,670 | 19,134,276 | 20,801,363 |
|            | 2017년     | 2018년     | 2019년     | 2020년     | 2021년     | 2022년     | 2023년     | 2024년     |            |            |
| 운항(편수) | 125,136    | 120,801    | 120,121    | 110,125    | 138,720    | 141,462    | 116,560    | 108,251    |            |            |
| 여객 (명)  | 21,068,467 | 20,312,292 | 21,176,127 | 16,902,376 | 22,510,527 | 24,148,389 | 20,208,251 | 19,053,510 |            |            |

#### 국제선
| 연도       | 1997년     | 1998년     | 1999년     | 2000년     | 2001년    | 2002년    | 2003년    | 2004년    | 2005년    | 2006년    |
| ---------- | ---------- | ---------- | ---------- | ---------- | --------- | --------- | --------- | --------- | --------- | --------- |
| 운항(편수) | 93,831     | 81,701     | 85,707     | 98,033     | 23,730    | 138       | 379       | 2,985     | 4,166     | 5,893     |
| 여객 (명)  | 15,218,355 | 13,006,848 | 15,473,994 | 17,898,488 | 4,297,864 | 9,900     | 49,675    | 614,741   | 944,948   | 1,419,636 |
|            | 2007년     | 2008년     | 2009년     | 2010년     | 2011년    | 2012년    | 2013년    | 2014년    | 2015년    | 2016년    |
| 운항(편수) | 6,435      | 8,915      | 11,846     | 15,135     | 18,799    | 21,454    | 21,300    | 21,155    | 20,379    | 20,512    |
| 여객 (명)  | 1,670,762  | 1,969,447  | 2,495,852  | 3,160,875  | 3,678,852 | 4,094,577 | 3,961,191 | 4,083,276 | 4,029,502 | 4,241,725 |
|            | 2017년     | 2018년     | 2019년     | 2020년     | 2021년    | 2022년    | 2023년    | 2024년    |           |           |
| 운항(편수) | 20,371     | 20,279     | 20,301     | 3,455      | 135       | 2,251     | 18,000    | 20,697    |           |           |
| 여객 (명)  | 4,032,680  | 4,290,296  | 4,272,289  | 543,863    | 14,890    | 375,676   | 3,215,907 | 3,937,089 |           |           |

### 노선별 순위

#### 국내선
| 순위 | 공항         | 여객(명)   | 운항(편수) | 항공사                                                                     |
| ---- | ------------ | ---------- | ---------- | -------------------------------------------------------------------------- |
| 1    | 제주국제공항 | 17,026,002 | 91,147     | 대한항공, 아시아나항공, 에어부산, 이스타항공, 제주항공, 진에어, 티웨이항공 |
| 2    | 김해국제공항 | 2,741,550  | 21,353     | 대한항공, 에어부산, 이스타항공, 제주항공                                   |
| 3    | 울산공항     | 515,066    | 4,922      | 대한항공, 에어부산                                                         |
| 4    | 여수공항     | 356,372    | 3,205      | 대한항공, 아시아나항공                                                     |
| 5    | 광주공항     | 206,374    | 1,663      | 아시아나항공                                                               |
| 6    | 사천공항     | 120,543    | 1,425      | 대한항공                                                                   |
| 7    | 포항공항     | 98,163     | 1,371      | 대한항공                                                                   |

- 김포 - 제주 노선은 환승 승객을 제외한 여객 수 기준으로 전 세계에서 가장 붐비는 노선이다. 2016년 기준으로 국제선을 포함한 전체 김포공항 운항 편수의 63.3%가 제주 노선이고, 제주국제공항의 53.6%가 김포 노선이다. 2012년 5월에 영국의 이코노미스트가 세계 1위 구간(2011년 여객 수 기준)으로 선정했으며, 2013년에는 세계 여행산업 관련 IT업체인 아마데우스도 세계 1위 구간(2012년 환승 승객 제외한 여객 수 기준)으로 선정하였다.[22]

#### 국제선
| 순위 | 공항           | 여객(명)  | 운항(편수) | 항공사                                             |
| ---- | -------------- | --------- | ---------- | -------------------------------------------------- |
| 1    | 타이베이(쑹산) | 1,897,882 | 8,669      | 티웨이항공, 이스타항공, 에바 항공, 중화항공        |
| 2    | 오사카(간사이) | 772,003   | 4,388      | 대한항공, 아시아나항공, 제주항공                   |
| 3    | 상하이(훙차오) | 748,087   | 2,926      | 대한항공, 아시아나항공, 중국동방항공, 상하이 항공  |
| 4    | 베이징(수도)   | 558,713   | 2,927      | 대한항공, 아시아나항공, 중국국제항공, 중국남방항공 |
| 5    | 도쿄(하네다)   | 557,910   | 2,866      | 대한항공, 아시아나항공, 일본항공, 전일본공수       |

## 교통 시설
- ● 수도권 전철 5호선, ● 서울 지하철 9호선, ● 인천국제공항철도, ● 김포 도시철도, ● 수도권 전철 서해선 김포공항역
- 인천국제공항고속도로 김포공항 IC

## 사건 및 사고
- 1980년 11월 19일 대한항공 소속 015편의 보잉 747-200기가 활주로에 못 미쳐 랜딩 기어가 노즈 휠과 외측 2개 엔진에서 미끄러져 정지하는 사고가 발생하면서 총 탑승자 226명 중 15명이 사망했으며 사망자 중 1등 장교와 기장이 포함되었다.

- 1986년 9월 14일 당시 대한민국의 대표 공항이었던 김포국제공항에서 폭탄테러가 발생하면서 5명이 사망하고 30여명이 부상을 입었으며 희생자는 모두 한국인이었다.

- 1989년 11월 25일 강릉공항으로 향하던 대한항공의 175편 F28-4000기가 이륙 직후 멈춰선 뒤 추락하면서 1명이 숨지고 40명이 다쳤다.

## 같이 보기
- 대한민국의 공항